# 岩戸寺 (丹波市)
岩戸寺（いわとじ）は、兵庫県丹波市市島町岩戸にある高野山真言宗の寺。山号は明燈山。緑に囲まれた山間の高台に位置する。

## 歴史
寺伝によれば奈良時代の宝亀2年（771年）に法道仙人により開祖されたとされる。天正2年（1574年）に明智光秀の丹波攻めにより全焼するが、仁王堂は兵火を免れる。天正16年（1588年）に源宥上人により再興され一宇を結び千手院と号す。後に総持院が建立されたが、明治の初期に移転され鴨庄小学校の前身となり、千手院が現在の岩戸寺の庫裏の元となった。本堂に続く石段は江戸時代前半である1730年の造設。観音堂は1671年の建立だが、1759年に再建されている。また、聖天尊は1932年4月に生駒山より勧請した分身であるとされる。ほかに、境内には神仏混淆時代のものと思われる熊野神社や、兵庫県平成9年指定母樹林であるケヤキ（兵庫H9-15）がある。

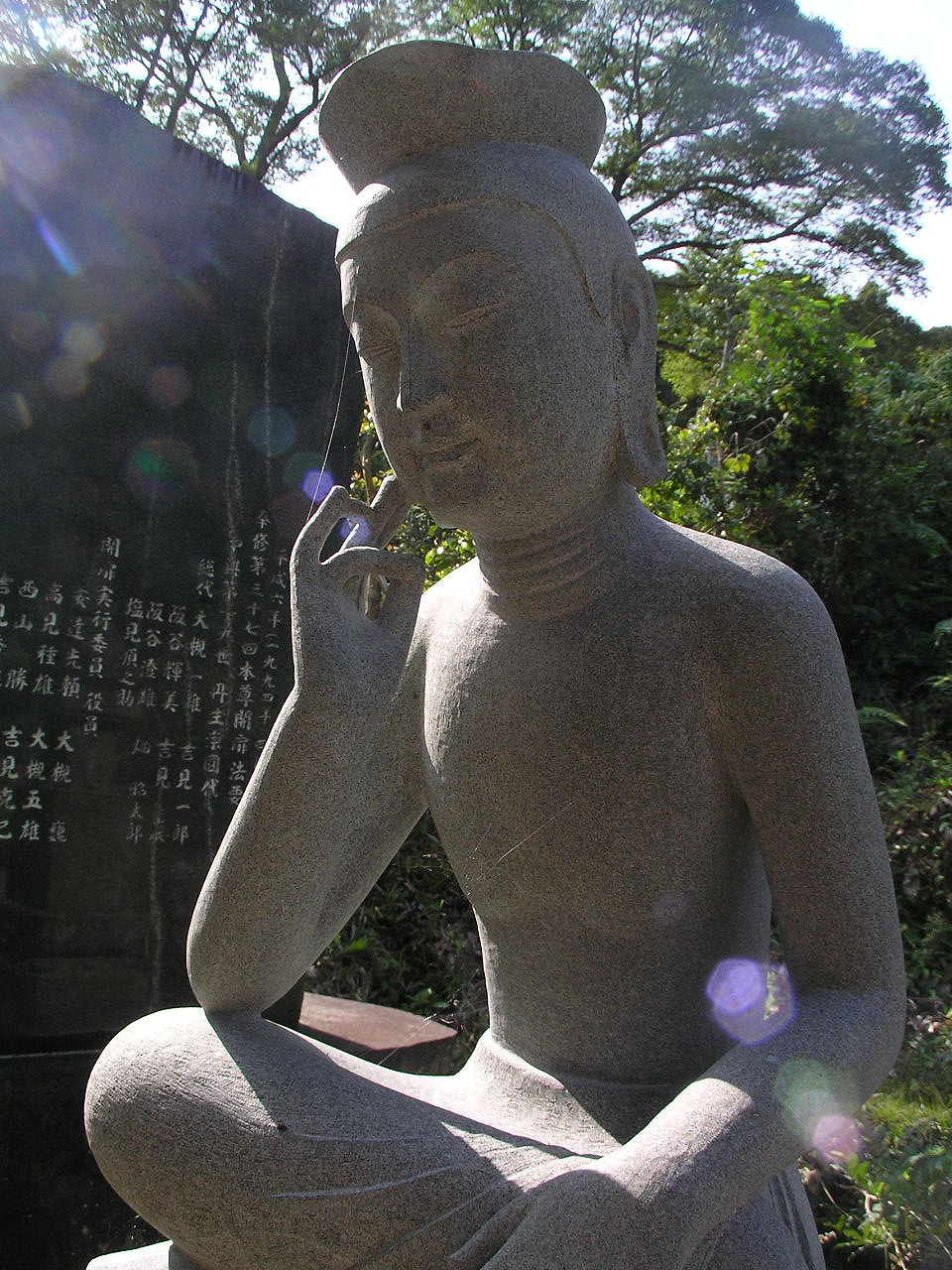
弥勒菩薩像

源宥上人存命時より、明燈山より流れ出る水が眼病の秘薬であるとされ、今もその名残の水汲み場が残る。
本尊
- 千手千眼観世音菩薩で、法道仙人作とされる。

鎮守
- 熊野権現

なお、以下の霊場に指定されている。
- 氷上郡観音札所 第3番霊場
- 丹波西国33ヶ所 第9番霊場
- 氷上郡88ヶ所 第55番霊場

御詠歌
とこやみの人の心をてらさんと岩戸の寺に朝日うつろう

## 所在地
- 兵庫県丹波市市島町岩戸525